# Margaret Dygas
Margaret Dygas (eigent. Małgorzata Joanna Dygasiewicz; * 20. Jahrhundert in Polen) ist eine polnische Techno-DJ und Musikproduzentin.

## Leben
Margaret Dygas wurde in Polen geboren und kam als Kind mit ihren Eltern nach Deutschland. Die Familie zog weiter in die Vereinigten Staaten, in San José (Kalifornien) verbrachte Dygas ihre Jugend. Ihr Studium beim Fashion Institute of Technology brachte sie nach New York City. Zu dieser Zeit lernte sie den Techno der frühen 1990er Jahre kennen und wurde dann selbst als DJ aktiv. 1999 zog sie nach London, wo sie ihre DJ-Tätigkeit auf ein höheres Level brachte. Sie spielte größere Gigs und hatte bald auch internationale Bookings.
2007 kam sie wieder zurück nach Deutschland. Sie übernahm eine monatliche Residency in der Panoramabar/Berlin und veröffentlichte erste Tracks. 2009 erschienen erste Titel von ihr beim Label Perlon sowie 2011 ein nach ihr selbst benanntes Album.
2023 legte Dygas auf dem Outline Festival nahe Moskau auf. Dies wurde kritisiert.

## Diskografie (Auswahl)

### Alben
- 2010: How Do You Do?
- 2011: Margaret Dygas

### Singles
- 2007: Day after
- 2008: See You Around
- 2009: Invisible Circles
- 2014: In Wood
- 2016: Even 11